# Шакил Пинас
Шакил Пинас е суринамски професионален футболист, който играе като защитник за Хамарбю. Той е национал на своята страна.

## Клубна кариера
Първият му професионален дебют е за тима на Дордрехт на 20 януари 2017 г.

### Лудогорец
Подписва с Лудогорец (Разград) на 29 юни 2021 г. За тях играе до юли 2022 г.

### Хамарбю
На 11 юли 2022 г. подписва договор за 3 години и половина. Дебютира на 25 юли срещу Варберг БоИС.

## Национална кариера
Той е роден в Нидерландия, но има суринамски корени. Започва своята национална кариера в тима на Нидерландия до 20, но не успява да се наложи. На 24 март 2021 г. дебютира за Суринам срещу националния отбор на Каймановите острови в квалификация за Световно първенство по футбол 2022.

## Успехи
Лудогорец
- Първа лига (1): 2021/22